# Francisco de Goya
Francisco José de Goya y Lucientes (Špansko: [fɾanˈθisko xoˈse ðe ˈɣoʝa i luˈθjentes), španski slikar in graver, * 30. marec 1746, Fuendetodos pri Zaragozi, Španija, † 15. april 1828, Bordeaux, Francija.
Goya je bil španski slikar in grafik, katerega lahko razvrščamo tako v obdobje romantičnega slikarstva, kot tudi okličemo za začetnika modernega slikanja. 

## Življenje
Rodil se je 30. marca 1746 v vasi Fuendetodos v španski pokrajini Aragoniji. Njegov oče José de Goya y Benito Franque je bil baskovskega porekla in se je ukvarjal z zlatenjem. Francisco je imel pet bratov in sester. Leta 1749 se je družina preselila v Zaragozo. Goya je tukaj obiskoval šolo Escuelas Pias. To pobožno šolo in letaa 1763 odšel v Madrid. Želel se je vpisati na Kraljevo akademijo lepih umetnosti San Fernado, ampak je bil dvakrat zavrnjen. Kljub vsemu je študiral slikarstvo, zlasti v ateljeju dvornega slikarja Francisca Bayeuja.
Leta 1771 je mladi Goya odšel v Rim. Sodeloval je na tekmovanju Kraljeve akademije lepih umetnosti in osvojil drugo nagrado mesta Parma. Tako uspešen se je vrnil v Zaragozo, kje je dobil naročilo za poslikavo fresk v katedrali El Pilar.
Leta 1773 se je vrnil v Madrid. Pri 27-ih se je poročil z Josefo, sestro slikarjev Francisca in Ramona Bayeuja, ki sta mu pomagala k prepoznavnosti. Dobil je naročilo upravnika kraljeve manufakture gobelinov Antona Mengsa za vel kartonov - predlog za gobeline. Izdelal je 42 osnutkov, nekatere izdelane tapiserije so kasneje krasile v gole kamnite stene El Escoriala in Palacio Real v Madridu. Osnutki tapiserij so naredili dober vtis, predvsem jih je navdušile slika Kristus na križu (danes je v Pradu) in končno je bil sprejet na Akademijo lepih umetnosti. Spoznal je mnoge pomembneže in dobil priznanje članov kraljeve družine. Njegov mecen je postal grof Floridablanca. Za cerkev San Francisco el Grande je naslikal oltarno sliko Sv. Bernard iz Siene pridiga v navzočnosti kralja Alfonsa III., ki jo je leta 1784 ob otvoritvi cerkve odkril sam kralj Karel III.
Leta 1785 je bil imenovan za uradnega kraljevega slikarja. Tudi novi kralj Karel IV. ga je zdržal in mu dal precej visoko plačo. Iz tega časa so prvi kraljevi portreti in portreti njegovih družinskih članov ter drugega plemstva (med drugimi: Pedro Téllez-Girón 9. Osunski vojvoda in žena María Josefa Pimentel, 12. grofica Benavente, María del Pilar de Silva, 13. vojvodinja Alba in njen mož José María Álvarez de Toledo, 15. vojvoda Medina Sidonia, María Ana de Pontejos y Sandoval, markiza Pontejos). 
Goja je bil na vrhuncu svoje kariere.
Leta 1792 je zbolel za hudo boleznijo (ni točno znano katero). Zdravljenje celo leto ni bil uspešno in na koncu je oglušel. Takoj ko je zmogel, je začel slikati. Znana je serija enajstih slik narejenih za Akademijo San Fernando. V času po bolezni se je Goya spoprijateljil z vojvodinjo Albo in nekaj časa živel na njenem podeželskem dvorcu.
Leta 1795 je Goya postal ravnatelj slikarstva na Akademiji San Fernando. Leta 1798 je naredil svoje najlepše slike - serijo fresk v cerkvi San Antonio de la Florida. Freske prikazujejo življenje Antona Padovanskega. Izšle so njegove jedkanice (tudi radiranke) Los Caprichos, naslikal pa je tudi več portretov.
Leta 1808 je kralj Karel IV. odstopil s prestola in v Španijo je vdrla francoska vojska. Prestol je zasedel Joseph Bonaparte iz Neapeljske veje Bourbonov. Leta 1810 je izdal serijo jedkanic Grozote vojne. Te so bile kasneje podlaga za nekatere monumentalne slike.
Leta 1812 mu je umrla žena. Nekaj časa je še živel pri gospodinji, leta 1819 pa se je preselil iz Madrida. Od sveta se je precej izoliral, saj je živel sam v hiši. Ustvarjati je začel temačne slike, ena najbolj znanih je Saturn požira svojega sina in jih slikal neposredno na stene jedilnice in dnevne sobe. Ves čas pa se je bal, da bi znorel.
Leta 1814 je ponovno zavladala španska monarhija na čelu s Ferdinandom VII., ki je Goyo spet imenoval za dvornega slikarja. Imel pa je težave z inkvizicijo, ki ga je obsodila opolzkosti zaradi slik Gola Maja in Oblečena Maja. Spet je zbolel. Začel je slikati mračne slike polne čarovnic, demonov in grotesknih ljudi. Nastale so Disparates oziroma Proverbios (Izginuli ali Pregovori) ter serija 22 jedkanic in akvatint. Obupan nad režimom je prosil kralja da sme odditi v Francijo. Šel je v Pariz, se sicer dvakrat vrnil v Madrid in nazadnje ostal v Bordeauxu. Kralj Ferdinand VII. je naročil naslikati njegov uradni portret slikarju Vincentu Lopezu.
Umrl je od kapi 16. aprila 1828. Bil je katoliške vere in je bil pokopan v Bordeauxu, leta 1919 so njegove ostanke prenesli v kraljevo kapelo svetega Antona La Florida v Madridu.

## Dela
Goyeva umetnost se sooča s človeško spodobnostjo, nasiljem in trpljenjem, proti koncu življenja pa s temačnostjo.
Njegova zgodnja dela (freske in slike) so slogovno podobne poznobaročnim slikarijam. Predloge za gobeline vsebujejo žanrske prizore iz španskega življenja, mnogi portreti izvirajo iz francoske tradicije poudarjanja stanovskih značilnosti.
Po bolezni se je Goyevo slikanje zelo spremenilo. Nastale so slike strašljivih prizorov. Tudi portreti so postali bolj realistični. Z znamenitimi "črnimi slikarijami" se je podal v območje norosti, blaznosti in domišljije. S temi slikami je nakazal novo dobo v slikarstvu - nadrealizem.
Goyeva dela lahko delimo v tri sklope:
- portreti, nastali so na prehodu v obdobje industrializacije in rojstvo nove družbene skupnosti.
- raziskovanje individualnih odzivov na nov način življenja, pri čemer so moderni izrazi vedenja postavljeni v kontrast s stereotipnim ravnanjem.
- katastrofe vojne, pri tem pa gre za upodobitve nasilja, terorja in posledic vojne.

### Grafične serije
- 1796–97: Los Caprichos (Kaprice)
- 1810–14: Desastres de la Guerra (Grozote vojne)
- 1815–16: Tauromaquia (bikoborski prizori)
- 1816–24: Los Disparates (Neumnosti)

### Pomembne slike
- 1783: Portret Maríe Terese de Borbón y Vallabriga, National Gallery of Art, Washington
- 1784: Družina Infanta Don Luisa, Fondazione Magnani-Rocca, Parma
- um 1786: Portret markize de Pontejos, National Gallery of Art, Washington
- 1786-1787: Riña de gatos, muzej Prado, Madrid
- 1792: Slamnati možic, muzej Prado, Madrid
- 1797–1800: Gola Maja (La Maja desnuda), muzej Prado, Madrid
- 1800: Portret Maríe Terese de Borbón y Vallabriga, muzej Prado, Madrid
- 1800–01: Družina Karla IV. (La familia de Carlos IV), muzej Prado, Madrid
- 1801: Portret Maríe Luise de Borbón y Vallabriga, galerija Uffizi, Firence
- 1802–05: Oblečena Maja (La Maja vestida), muzej Prado, Madrid
- 1804–05: Portret Doñe Isabel de Porcel, Narodna galerija, London
- 1811: Dve Maji na enem balkonu, Metropolitan Museum of Art, New York
- 1812: Portret vojvode Wellingtonskega, Narodna galerija, London
- 1812: Norišnica, Academia de San Fernando, Madrid
- 1812–1819: Pogreb sardine (El entierro de la sardina)
- 1814: Streljanje upornikov (El tres de mayo), muzej Prado, Madrid
- 1820: Avtoportret z dr. Arrietom, Minneapolis Institute of Arts
- 1820–1823: Pinturas negras, muzej Prado, Madrid: Saturn požira svojega sina; Pes
- um 1827: Mlekarice iz Bordeauxa, muzej Prado, Madrid

Delo Kolos (El Coloso) (1808-1810), razstavljeno v Museo del Prado v Madridu, velja za eno njegovih del. Avtorstvo je že dolgo sporna, najnovejše ugotovitve muzeja Prado so, da bi bilo to delo Goyevega študenta Asensio Julia.

## Filmi o Goyi
- Ghosts Goya je (2006) je film, ki ga je režiral dobitnik oskarja, Miloš Forman.
- Volavérunt (1999), ki ga je režiral Bigas Luna in temelji na romanu Antonia Larreta.
- Goya v Bordeauxu (1999), španska zgodovinska drama o življenju Francisca de Goye, napisal in režiral Carlos Saura.
- Goya - Der lange Weg der Erkenntnis - (Dolga pot do priznanja) (1971) je vzhodnonemški film v režiji Konrada Wolfa.
- Gola Maja (1958), ki ga je režiral Henry Koster. Film o slikarju Franciscu Goyi in vojvodinji Alba; Anthony Franciosa je igral Goyo, Ava Gardner vojvodinjo.

## Glasba o Goyi
- Enrique Granados: 
  - Goyescas - Klavirski ciklus, po slikah Goye, 1911
  - Goyescas - Opera, delno predelan klavirski ciklus, libreto Fernando Periquet 1915
- Mario Castelnuovo-Tedesco: 24 Caprichos de Goya op 195 za kitaro solo, 1961
- Hans Werner Henze: Los Caprichos - Fantazia za orkester, 1963
- Gian Carlo Menotti: Goya - Opera; premiera 1986
- Michael Denhoff: Desastres de la guerra - Orkestralne slike, 1983 / Los disparates - Skice za trio basov, 1988
- Maury Yeston: Goya: A Life in Song - Muzikal; premiera 1988.
- Michael Nyman: Facing Goya - Opera, 2000
- Helmut Oehring: Goya II Yo Lo Vi Memoratorium za soliste, zbor, elektroniko in orkester; premiera oktober 2008, Berlinski filharmoniki